# Nikiciniczy
Nikiciniczy (biał. Нікіцінічы; ros. Никитиничи) – wieś na Białorusi, w obwodzie mohylewskim, w rejonie mohylewskim, w sielsowiecie Kniażyce, nad Łachwicą.
Przy wsi znajduje się port lotniczy Mohylew.